# Nu-i vina mea!
Nu-i vina mea este un serial TV american de comedie creat de Tod Himmel și Josh Silverstein și produs de It's a Laugh Productions pentru Disney Channel. Din distribuție fac parte Olivia Holt, Austin North, Piper Curda, Peyton Clark și Sarah Gilman. Un episod pilot a fost anunțat în noiembrie 2012, cu producția episodului fiind planificată pentru ianuarie 2013. Nu-i vina mea! a fost anunțat oficial pe data de 18 iunie 2013. Serialul a început producția în vara lui 2013, și a avut premiera în Statele Unite ale Americii pe data de 17 ianuarie 2014. În România, serialul a avut premiera pe data de 21 iunie 2014.
Pe data de 3 iulie 2014, a fost anunțat de către Disney că serialul a fost reînnoit pentru un al doilea sezon.
Ultimul episod a fost difuzat la 16 octombrie 2015, iar în România pe 16 ianuarie 2016.

## Descriere

### Primul sezon
Lindy și Logan Watson sunt frați gemeni care trec prin tot felul de aventuri nemaipomenite și neașteptate cu trei dintre prietenii lor cei mai buni. Împreună cu Jasmine, Garrett și Delia, ei sunt gata să se îmbarce în primul lor an la Colegiul DITKA, unde vor transforma problemele de zi cu zi într-un dezastru care așteaptă să se petreacă.

## Distribuția

### Personaje principale
- Lindy Watson - Olivia Holt
- Logan Watson - Austin North
- Jasmine Kang - Piper Curda
- Garrett Spenger - Peyton Clark
- Delia Delfano - Sarah Gilman

### Personaje secundare
- Nora Watson - Alex Kapp Horner
- Bob Watson - Matt Champagne
- Betty LeBow - Karen Malina White
- Kevin LeBow - Theodore Barnes
- Brandon - Jonathan McClendon
- Owen - Reed Alvarado

### Personaje minore
- Trish de la Rosa - Raini Rodriguez
- Dez Wade - Calum Worthy